# Bagisara demura
Bagisara demura är en fjärilsart som beskrevs av Dyar 1913. Bagisara demura ingår i släktet Bagisara och familjen nattflyn. Inga underarter finns listade i Catalogue of Life.